# 銀のアンカー
『銀のアンカー』は、三田紀房原作、関達也作画による、就職活動をテーマとした日本の漫画作品（Log32以降は作画も三田が行った）。なお、関達也は三田の元チーフアシスタントである。

## 概要
2006年から2009年まで集英社の漫画雑誌『スーパージャンプ』に連載されていた。キャッチフレーズは『内定請負漫画』。単行本は全8巻（関の作画は4巻まで）。話数は「Log〇」と表し、全62話。
この作品は作者の三田紀房が『モーニング』（講談社）に連載していた「ドラゴン桜」の就職版のような存在である（世界観も共有している）。また就活漫画と区分される場合もある。バブル崩壊以降の就職事情の激変により、就職に対して漠然とした不安を抱く学生が多い現代。この作品は、元カリスマヘッドハンターである白川義彦が現代の就職活動でのポイントを、就職に不安を抱く学生に対し伝授していく流れとなっている。
作品名である「銀のアンカー」は、人生において就職を船が港で錨（アンカー）を下ろすことに例えて、何か偉業を成し遂げたり、若いころから明確な目標を持って生きてきた人の錨は「プラチナのアンカー」や「金のアンカー」であり、学生になるまで明確な目標が無かったが、社会人になる時に努力して納得できる職業に就くことができた人が下ろした錨が銀といえる、という白川の持論から来ている。登場する学生達はまさにその「銀のアンカー」である。

## あらすじ
ヘッドハンティングのプロで、ニューヨークでは“草刈機”の異名を持つ白川義彦。大口の引き抜きに成功して、多額の成功報酬を手にした白川が日本に突然帰国してきた。その情報を嗅ぎつけたメガトーキョーテレビの北沢冬美は、白川に帰国の真意を聞き出そうとするが、白川はただの休暇を楽しむだけだと言うばかり。
時を同じくして、白川の滞在しているホテルでは、人材派遣会社社長の高柳日佐子による就職セミナーが行われ、白川はそれに参加する。高柳は不遜な態度でセミナーに臨んでいた白川に対して、自説をもって諌めるが、白川は「キャリアアップなどというのは存在し得ない」など自説をもって逆に高柳を徹底的に論破し、セミナーをぶち壊しにしてしまう。
セミナーを後にした白川は、セミナーに参加していた北沢の妹である大学3年生の千夏と、その同級生の田中雄一郎に就職で悩んでいると相談される。しかし、その2人に対し、白川は「なぜもっと早く準備しておかないのか。社会に出る第一歩がいかに大切か、なぜもっと真剣に考えないのか」と過酷な現実を突きつけるのだった…。

## 登場人物
白川義彦（しらかわ よしひこ）
元カリスマヘッドハンター。白川の通った後には草一つ残らないということから、「ニューヨークの草刈機」の異名をとる経済界の大物。休暇という名目で突然帰国した白川だが、その真意は彼以外は誰も知らない。とあるきっかけで、北沢千夏と田中雄一郎に就職活動のアドバイスをしていくこととなった。講談社の『モーニング』に掲載されている同じ三田作品の「エンゼルバンク-ドラゴン桜外伝-」の海老沢康生とは友人関係であり、作中に海老沢が登場したことがある。
田中雄一郎（たなか ゆういちろう）
四谷学院大学国際コミュニケーション学部3年生。新潟県長岡市出身。元々公務員志望であったが早いうちに挫折し、以降大した行動もせずに過ごしてきた。白川曰く、何の特徴や取り柄も無い典型的な「ダメ学生」である。弱気で優柔不断な性格だが、人に警戒感を与えず誠実なところが長所である。現在、彼を題材にメガトーキョーテレビが若者の特集番組を制作している。実家に帰省した際、父親の失業、地方での就職の厳しさを知る。それをきっかけに精神的な変化を遂げ、「絶対に潰れない会社」を求めた結果、電力・ガスのインフラ系企業に狙いを定めた。
北沢千夏（きたざわ ちなつ）
四谷学院大学国際コミュニケーション学部3年生。田中の同級生で、冬美の妹。マスコミや広告系の企業を志望している。それまで目標へ向けて具体的な対策を立ててこなかった彼女だったが、白川の後押しで女子アナウンサーを目指すことを決意、フジヤマテレビのセミナーに参加する。思い立ったらすぐ行動できる性格で、その点では白川に認められている。また、セミナーの面接試験では、面接官の予想だにしないような質問に対し、咄嗟の判断でそれに応え、面接官であったプロデューサーに見込まれるなど、それなりの才覚は持っているようである。
松本貴弘（まつもと たかひろ）
蒲田経済大学3年生。会社説明会で雄一郎と知り合う。大学が三流であるため、一流企業での出世より、一流企業に入った上で、その人脈を活かして起業をしようと考えている。志望業界は不動産。ベンチャーも併願した。
北沢冬美（きたざわ ふゆみ）
メガトーキョーテレビ記者。千夏の姉であり、マスコミ業界への就職の厳しさを千夏に言い続けていたが、陰ながら応援する場面も。白川が帰国したことを聞き、彼の帰国の目的を探っている。田中を題材に就活の特集番組を制作した。
高柳康三郎（たかやなぎ こうざぶろう）
高柳グループ会長。世間のイメージとは裏腹に、近年のグループの経営状態は悪化しており、グループ再建のために白川に外部から人材の招聘を依頼する。
高柳日佐子（たかやなぎ ひさこ）
高柳グループ会長・高柳康三郎の娘。人材派遣会社社長。冬美とは大学時代の同級生。
堀上宏之（ほりがみ ひろゆき）
高柳康三郎の依頼を受け、高柳グループ再建のために白川が招聘した人物。IT企業「ネクストフィーバー」元社長。嘗てインサイダー取引の発覚で有罪判決を受けた。田中・松本にベンチャー企業の真実を語る。
江戸山みはる（えどやま-）
地方私立大学である関東国際学院大学キャリアサポートセンターの女性職員。白川に就職指導のコーチを依頼した。ネーミング及び容姿はエド・はるみのもじり。

## 単行本
1. 2007年3月23日発売 ISBN 978-4088596303
2. 2007年6月4日発売 ISBN 978-4088596518
3. 2007年10月4日発売 ISBN 978-4088596754
4. 2008年2月4日発売 ISBN 978-4088596860
5. 2008年10月3日発売 ISBN 978-4088597355
6. 2009年1月5日発売 ISBN 978-4088597492
7. 2009年5月1日発売 ISBN 978-4088597744
8. 2009年10月2日発売 ISBN 978-4088598048